# Etna i Udbrud
Etna i Udbrud er en stumfilm fra 1928 instrueret af Gunnar Sommerfeldt.

## Handling
Et besøg ved Etna efter det store vulkanudbrud i 1928.